# 藤並町
藤並町（ふじなみちょう）は、愛知県豊橋市の地名。

## 地理
豊橋市中央部に位置する。東は大岩町、西は西幸町、北は東幸町に接する。

### 河川
- 梅田川[1]
- 藤並川[1]

### 字一覧
- 相生（あいおい）[WEB 5]
- 井島（いのしま）[WEB 5]
- 大沢（おおざわ）[WEB 5]
- 新相生（しんあいおい）[WEB 5]
- 新井島（しんいのしま）[WEB 5]
- 天王（てんのう）[WEB 5]
- 西側（にしがわ）[WEB 5]
- 八反田（はったんだ）[WEB 5]
- 藤並（ふじなみ）[WEB 5]
- 摩耶（まや）[WEB 5]

## 歴史

### 人口の変遷
国勢調査による人口および世帯数の推移。
| 1995年（平成7年）  | 100世帯 278人 |  |
| 2000年（平成12年） | 84世帯 278人  |  |
| 2005年（平成17年） | 78世帯 285人  |  |
| 2010年（平成22年） | 67世帯 260人  |  |
| 2015年（平成27年） | 72世帯 258人  |  |

### 沿革
- 寛文8年（1668年） - 開発により三河国渥美郡高足村より分立し、藤並新田となる[2]。吉田藩領[2]。
- 1878年（明治11年） - 高師村の一部となる[2]。
- 1932年（昭和7年） - 高師村大字高師の一部が豊橋市藤並町となる[2]。
- 1957年（昭和32年） - 豊橋市高師町の一部を編入する[2]。
- 1962年（昭和37年） - 一部が天伯町・東高田町に編入され、天伯町の一部を編入する[2]。
- 1973年（昭和48年） - 一部が高田町に編入され、浜道町・高田町の各一部を編入する[2]。

## 交通
- 国道1号[1]
- 愛知県道東三河環状線[1]

## 施設
- 豊橋綜合自動車学校[1]
- 伊藤ハム[1]
- 進雄神社[1]

### WEB
1. ↑  “愛知県豊橋市の町丁・字一覧”.   人口統計ラボ. 2023年4月13日閲覧。
2. ↑  総務省統計局 (2017年1月27日). “平成27年国勢調査の調査結果(e-Stat) - 男女別人口及び世帯数 －町丁・字等” (CSV). 2021年7月21日閲覧。
3. ↑  “愛知県豊橋市の郵便番号一覧”.   日本郵便. 2023年4月13日閲覧。
4. ↑  “市外局番の一覧” (PDF).   総務省 (2022年3月1日). 2022年3月22日閲覧。
5. 1 2 3 4 5 6 7 8 9 10  “愛知県豊橋市 住所一覧から地図を検索”.   ONE COMPATH. 2023年8月17日閲覧。
6. ↑  総務省統計局 (2014年3月28日). “平成7年国勢調査の調査結果(e-Stat) - 男女別人口及び世帯数 －町丁・字等” (CSV). 2021年7月20日閲覧。
7. ↑  総務省統計局 (2014年5月30日). “平成12年国勢調査の調査結果(e-Stat) - 男女別人口及び世帯数 －町丁・字等” (CSV). 2021年7月20日閲覧。
8. ↑  総務省統計局 (2014年6月27日). “平成17年国勢調査の調査結果(e-Stat) - 男女別人口及び世帯数 －町丁・字等” (CSV). 2021年7月21日閲覧。
9. ↑  総務省統計局 (2012年1月20日). “平成22年国勢調査の調査結果(e-Stat) - 男女別人口及び世帯数 －町丁・字等” (CSV). 2021年7月21日閲覧。
10. ↑  総務省統計局 (2017年1月27日). “平成27年国勢調査の調査結果(e-Stat) - 男女別人口及び世帯数 －町丁・字等” (CSV). 2021年7月21日閲覧。

### 書籍
1. 1 2 3 4 5 6 7 8 9  「角川日本地名大辞典」編纂委員会 1989, p. 1795.
2. 1 2 3 4 5 6 7  「角川日本地名大辞典」編纂委員会 1989, p. 1172.